# لوكاس براتو
لوكاس براتو (بالإسبانية: Lucas Pratto)‏ (4 يونيو 1988 لابلاتا الأرجنتين - ) هو لاعب كرة قدم أرجنتيني، يلعب كمهاجم.

## مسيرته الكروية
لعب لوكاس براتو خلال مسيرته الاحترافية مع 10 أندية في تسعة عشر موسمًا وسجل خلالها 85 هدفًا ضمن 334 مباراة. حيث فاز في موسمين بالكأس وفي موسمين بالدوري.
خاض لوكاس براتو مسيرته مع نادي بوكا جونيورز في موسم 2006–07 ولمدة موسمين، مشاركًا في مباراتين ولم يسجل أي هدف. ثم انتقل إلى نادي تيغري في موسم 2007–08 لمدة موسم واحد، حيث شارك في 13 مباراة سجل خلالها هدفًا واحدًا. لينتقل بعدها إلى نادي لين في عامي 2008-2010 ولمدة موسمين، مشاركًا في 21 مباراة سجل خلالها 4 أهداف. ثم انتقل إلى نادي يونيون دي سانتا في في موسم 2009–10 لمدة موسم واحد، مشاركًا في 19 مباراة سجل خلالها 6 أهداف. هذا وانتقل لاحقًا إلى نادي أونيفرسيداد كاتوليكا في عامي 2010-2012 ولمدة موسمين، مشاركًا في 29 مباراة سجل خلالها 7 أهداف. ثم انتقل بعدها إلى نادي فيليز سارسفيلد في موسم 2011–12 ليلعب معه أربعة مواسم، مشاركًا في 96 مباراة سجل خلالها 34 هدفًا. ليعود وينتقل من جديد، لكن هذه المرة إلى نادي أتلتيكو مينيرو في عامي 2015-2017 ولمدة موسمين، مشاركًا في 54 مباراة سجل خلالها 18 هدفًا. لينتقل بعدها إلى نادي ساو باولو ما بين عامي 2017 و2018 لمدة موسم واحد، مشاركًا في 35 مباراة سجل خلالها 7 أهداف. ثم لعب في نادي ريفر بليت في موسم 2017–18 واستمر معه طيلة ثلاثة مواسم، مشاركًا في 51 مباراة سجل خلالها 7 أهداف أيضًا.

## وصلات خارجية
لوكاس براتو على موقع إي إس بي إن إف سي (الإنجليزية)
- لوكاس براتو على موقع قاعدة بيانات كرة القدم.إي يو (الإنجليزية)
- لوكاس براتو على موقع ليكيب (الفرنسية)
- لوكاس براتو على موقع ناشيونال فوتبول تيمز (الإنجليزية)
- لوكاس براتو على موقع Soccerway.com (الإنجليزية)
- لوكاس براتو على موقع عالم كرة القدم.نت (الإنجليزية)
- لوكاس براتو على موقع AS.com (الإسبانية)